# Mimmo Calopresti
Mimmo Calopresti, né le 4 janvier 1955 à Polistena, dans la province de Reggio de Calabre est un acteur, réalisateur, scénariste et producteur de cinéma italien.

## Biographie
Mimmo Calopresti naît en 1955 à Polistena, dans le sud de l'Italie
En 1985, il réalise un court métrage pour lequel il reçoit le Prix du Jeune Cinéma du Festival du film de Turin. Il enchaîne dans la réalisation de documentaires sociaux italiens et sur le thème des mouvements ouvriers entre 1987 et 1994 et pour la RAI (Télévision Italienne) et les Archives audiovisuelles Italiennes en 1991 et 1992.
En 1994, il écrit, réalise et joue en tant qu'acteur son premier film de fiction politique terroriste italien des années 1970 : La seconda volta à Turin avec Nanni Moretti et Valeria Bruni-Tedeschi (son actrice fétiche avec qui il vit). Il le présente au Festival de Cannes et gagne le prix du Meilleur Premier Film au Festival du cinéma de Chicago et le Prix Solinas 1994 du meilleur scénario (prix Italien) .
En 1998, il réalise son second film Mots d'amour, toujours avec Valeria Bruni-Tedeschi, qu'il présente à la Quinzaine des réalisateurs à Cannes. Il obtient le Nastro d'Argento italien du Meilleur Scénario Original en Italie.
Il enchaîne avec le documentaire : Tout était Fiat sur le thème des usines Fiat en Italie.
En 2001, il écrit et réalise Je préfère le bruit de la mer sur le thème des difficultés des rapports familiaux entre un père et son fils.
Ses trois films de fiction sont sélectionnés et présentés au Festival de Cannes.

## Filmographie sélective
- 1990 : À la Fiat c'était comme ça (documentaire)
- 1996 : La Seconde Fois (La seconda volta)
- 1998 : Mots d'amour (La parola amore esiste)
- 1999 : Tout était Fiat (Tutto era Fiat) (documentaire)
- 2000 : Je préfère le bruit de la mer (Preferisco il rumore del mare)
- 2001 : Zeno (Le parole di mio padre) de Francesca Comencini
- 2001 : Pier Paolo Pasolini et la Raison d'un rêve (Pier Paolo Pasolini e la ragione di un sogno) de Laura Betti et Paolo Costella
- 2003 : La Felicita, le bonheur ne coûte rien (La felicità non costa niente)
- 2007 : L'abbuffata
- 2015 : Uno per tutti
- 2019 : Aspromonte: La terra degli ultimi (it)
- 2022 : Romanzo radicale